# Kanton Carmaux-Sud
Kanton Carmaux-Sud (francouzsky Canton de Carmaux-Sud) je francouzský kanton v departementu Tarn v regionu Midi-Pyrénées. Tvoří ho čtyři obce.

## Obce kantonu
- Blaye-les-Mines
- Carmaux (jižní část)
- Labastide-Gabausse
- Taïx